# 2-Aminotetralin
'2-Aminotetralin (2-AT, 1,2,3,4-tetrahidronaftalen-2-amin, THN) je stimulansni lek. Njegova hemijska struktura se sastoji od tetralinske grupe sa aminskim supstituentom.
2-AT je krut analog fenilizobutilamina. On potpuno zamenjuje d-amfetamin u testovima diskriminacije na pacovima, mada ima jednu osminu potentnosti. Pokazano je da inhibira ponovno preuzimanje serotonina i norepinefrina, te da verovatno indukuje njihovo otpuštanje. Verovatno je da ima uticaja na dopamin jer potpuno zamenjuje d-amfetamin u studijama na glodarima.

## Hemijski derivati
Postoji znatan broj derivata 2-aminotetralina, među kojima su:
- Sertralin
- Tametralin

## Spoljašnje veze
|  | Molimo Vas, obratite pažnju na važno upozorenje u vezi sa temama iz oblasti medicine (zdravlja). |